# 第六十号駆潜艇
第六十号駆潜艇（だいろくじゅうごうくせんてい）は、日本海軍の駆潜艇。普遍的には第28号型の32番艇、あるいは第60号型の1番艇とされているが、法令上は第13号型の47番艇。基本計画番号K8Cの1番艇。太平洋戦争を生き延び、戦後は復員輸送に従事した。

## 艇歴
改⑤計画の駆潜艇、第5341号艦型の1番艇、仮称艦名第5341号艦として計画。1943年8月9日、新潟鐵工所新潟工場で起工。10月20日、第六十号駆潜艇と命名されて第十四号型駆潜艇の42番艇に定められ、本籍を横須賀鎮守府と仮定。
1944年1月10日、進水。2月24日、艤装員事務所が新潟鐵工所新潟工場内で事務を開始。3月15日、仮定本籍を佐世保鎮守府に改められる。3月28日竣工し、本籍を佐世保鎮守府に、役務を佐世保鎮守府警備駆潜艇にそれぞれ定められる。同日付で呉防備戦隊に編入され、基礎術力練成教育に従事。
5月6日、第四南遣艦隊第二十六特別根拠地隊に編入。5月15日、軍隊区分第六警備部隊主隊に配置。29日、ヒ65船団（12隻）に同行し門司発。6月3日、同船団から離れてマニラへ向かい、7日マニラ着。14日、C134船団（陸軍船1隻、海軍船2隻）を護衛してセブ島へ向けマニラ発。18日、セブ島着。19日、P196船団（海軍船1隻）を第3号駆潜艇とともに護衛してダバオへ向けセブ島発。道中で特設駆潜艇白山丸が合流し、22日ダバオ着。
7月3日、掃五船団を第5号掃海艇と護衛してハルマヘラ島カウ湾へ向けダバオ発。6日、他の船団を護衛してカウ湾に向かっていた帆風が北緯03度25分 東経125度30分 / 北緯3.417度 東経125.500度の地点で被雷沈没したため、掃五船団をタフナ港へ退避させ、本艇は帆風に同行していた第22号掃海艇らと対潜制圧を行う。8日、カウ湾着。11日、5隻を第5号掃海艇、第22号掃海艇と護衛してスラウェシ島ビートンへ向けカウ湾発。14日、ビートン着。16日、H31船団を4隻で護衛してブル島ナムレアへ向けビートン発。道中で第116号駆潜特務艇と特設駆潜艇第十七昭南丸が護衛に加わり、19日ナムレア着。20日、引き続きH31船団を4隻で護衛しアンボンへ向かう。24日、若鷹船団を4隻で護衛しビートンへ向けアンボン発。28日、ビートン着。本艇はアンボンへ引き返し、29日に第5号掃海艇とともにカウ湾へ向けアンボン発。以後、同方面で船団護衛に従事。
10月、第三南遣艦隊第三十一特別根拠地隊に編入。12月14日、船団護衛中にスービック湾南西で空襲を受け損傷。
1945年2月26日、第一護衛艦隊作戦指揮下に編入。
3月5日、泗礁山で在泊中に第三十一特別根拠地隊から除かれ第一護衛艦隊に編入。同日、ヒ88F船団の後を追う形で泗礁山を出発し、9日門司着。14日、モタ42船団（2隻）を護衛し門司発。途中、大長途山と大北列島を経由し、27日基隆着。基隆へ向け航行中の22日、鎮海警備府作戦指揮下に編入。30日、復航のタモ52船団（2隻）を護衛し基隆発。内地に帰還後は北九州、対馬海峡、黄海東部で船団護衛、対潜掃蕩、哨戒に従事。
終戦時は佐世保に所在。10月5日、復員輸送に使用するため除籍され、帝国艦船特別輸送艦と呼称。佐世保-南鮮-博多間の輸送を皮切りに復員輸送に従事。

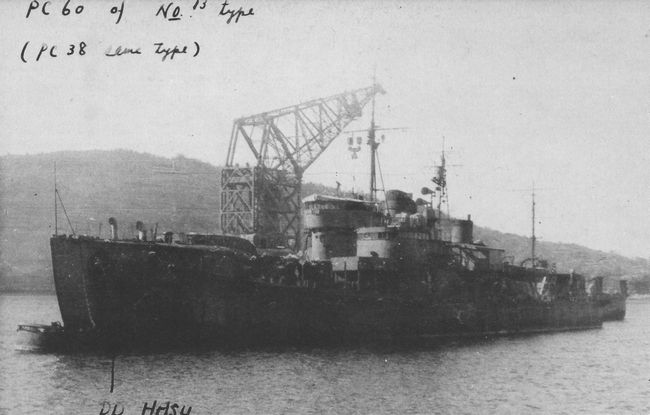
特別保管艦に指定後、佐世保で繋留中の駆潜第六十号（手前）と蓮

1945年12月1日、第二復員省の開庁に伴い、佐世保地方復員局所管の特別輸送艦に定められる。12月20日、艦名を駆潜第六十号に改称。
1946年7月27日、特別保管艦に指定されたが特定の保管群には配置されずに、同じく保管群に配置されなかった蓮とともに佐世保で繋留された。10月1日、特別輸送艦の定めを解かれた。
1947年2月1日、行動不能艦艇に定められる。11月22日、在東京アメリカ極東海軍司令部から日本政府に対し、本艇の使用許可が出された。
1948年3月25日、山嶺鉄工所に引き渡され、解体された。

## 第六十号駆潜艇長/駆潜第六十号艦長
艤装員長
1. 以倉菊次 大尉：1944年2月15日 - 1944年3月29日

駆潜艇長/艦長
1. 以倉菊次 大尉/少佐：駆潜艇長 1944年3月29日 - 1945年1月25日
2. 山口祐廣 大尉：1945年1月25日 - 1945年10月16日
3. 青木滋	大尉/第二復員官/第二復員事務官：1945年10月16日 - 艦長 1945年12月20日 - 1946年5月10日